# كارلوس كوارتيرو
كارلوس كوارتيرو (بالإسبانية: Luis Carlos Cuartero) (17 أغسطس 1975 بسرقسطة في إسبانيا - ) هو لاعب كرة قدم Spain and the World ‏ وإسباني في مركز الدفاع. شارك مع منتخب إسبانيا تحت 16 سنة لكرة القدم ومنتخب إسبانيا تحت 17 سنة لكرة القدم ومنتخب إسبانيا تحت 18 سنة لكرة القدم ومنتخب إسبانيا تحت 19 سنة لكرة القدم ومنتخب إسبانيا تحت 20 سنة لكرة القدم ومنتخب إسبانيا تحت 21 سنة لكرة القدم ومنتخب إسبانيا تحت 23 سنة لكرة القدم. أما مع النوادي، فقد لعب مع ريال سرقسطة وDeportivo Aragón ‏.

## وصلات خارجية
- كارلوس كوارتيرو على موقع الاتحاد الدولي (مؤرشف)  (الإنجليزية)
- كارلوس كوارتيرو على موقع الاتحاد الأوربي (الإنجليزية)
- كارلوس كوارتيرو على موقع قاعدة بيانات كرة القدم.إي يو (الإنجليزية)
- كارلوس كوارتيرو على موقع Soccerway.com (الإنجليزية)